# Special Olympics Gibraltar

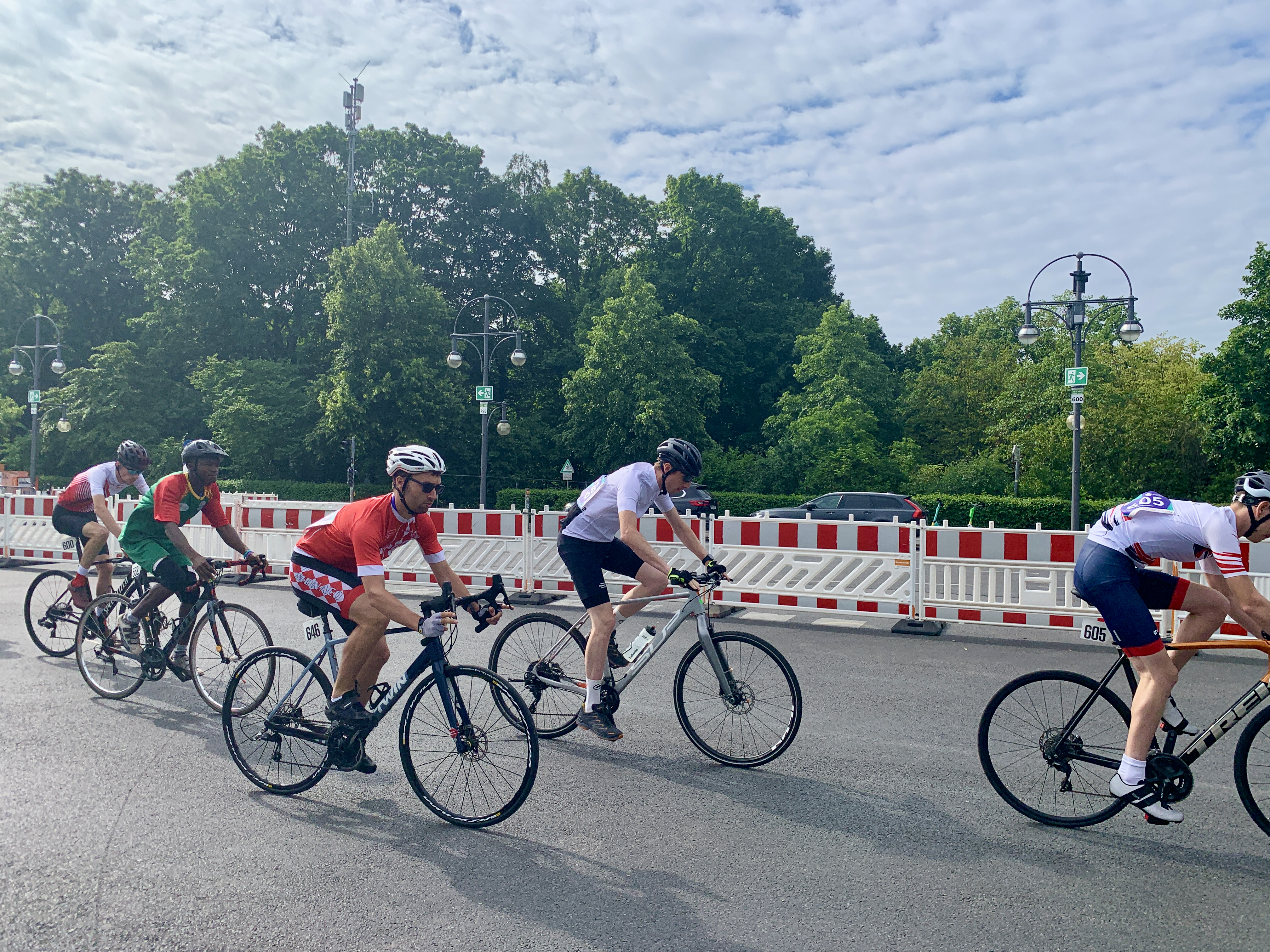
Special Olympics World Summer Games 2023 (Berlin), 10-km-Straßenrennen der Männer H1 (vlnr): Francis Mauro (SO Gibraltar), Etienne Ouedraogo (SO Burkina Faso), Yann Bouvry (SO Monaco), Marco Ebneter (SO Schweiz), James Huntington (SO Great Britain)

Special Olympics Gibraltar (englisch: Special Olympics Gibraltar) ist der gibraltekische Verband von Special Olympics International. Sein Ziel ist die Förderung von Sport für Menschen mit geistiger Beeinträchtigung und die Sensibilisierung der Gesellschaft für diese Mitmenschen. Außerdem betreut er die gibraltekischen Athletinnen und Athleten bei den Special Olympics Wettkämpfen.

## Geschichte
Special Olympics Gibraltar wurde 1985 mit Sitz in Gibraltar gegründet.

## Aktivitäten
2019 waren 136 Athletinnen, Athleten und Unified Partner sowie 27 Trainer bei Special Olympics Gibraltar registriert. Der Verband nahm 2019 an den Programmen Law Enforcement Torch Run (LETR), Athlete Leadership und Motor Activities Training Program (MATP) teil, die von Special Olympics International ins Leben gerufen worden waren.

### Sportarten
Folgende zehn Sportarten wurden 2019 vom Verband angeboten:
- Boccia (Special Olympics)
- Bowling (Special Olympics)
- Floor Hockey
- Freiwasserschwimmen
- Fußball (Special Olympics)
- Golf (Special Olympics)
- Leichtathletik (Special Olympics)
- Reiten (Special Olympics)
- Schneeschuhlaufen (Special Olympics)
- Schwimmen (Special Olympics)
- Volleyball (Special Olympics)

### Teilnahme an Weltspielen vor 2020
(Quelle: )
• 2007 Special Olympics World Summer Games, Shanghai, China (17 Athletinnen und Athleten)
• 2009 Special Olympics World Winter Games, Boise, USA (16 Athletinnen und Athleten)
• 2011 Special Olympics World Summer Games, Athen (22 Athletinnen und Athleten)
• 2013 Special Olympics World Winter Games, PyeongChang, Südkorea (9 Athletinnen und Athleten)
• 2015 Special Olympics World Summer Games, Los Angeles, USA (22 Athletinnen und Athleten)
• 2017 Special Olympics World Winter Games, Graz-Schladming-Ramsau, Österreich (14 Athletinnen und Athleten)
• 2019 Special Olympics, World Summer Games, Abu Dhabi (19 Athletinnen und Athleten)

### Teilnahme an den Special Olympics World Summer Games 2023 in Berlin
Special Olympics Gibraltar nahm an den Special Olympics World Summer Games 2023 teil. Die Delegation wurde vor den Spielen im Rahmen des Host Town Program vom Landkreis München mit den Gemeinden Oberhaching und Taufkirchen betreut. Sie bestand aus 45 Personen. Das Team gewann bei diesen Weltspielen fünf Gold-, sieben Silber- und vier Bronzemedaillen.

### Teilnahme an Weltspielen nach 2023
- 2025 Special Olympics World Winter Games, Turin, Italien (3 Athletinnen und Athleten)[5]